# Shinnosuke Ikehata
Shinnosuke Ikehata (jap. 池畑 慎之介 Ikehata Shinnosuke; geboren 8. August 1952 in Osaka), auch und besser bekannt unter seinem Künstlernamen Peter (ピーター Pītā), ist ein japanischer Schauspieler und Sänger. Er zählt zu den bekanntesten Drag Queens Japans.

## Leben
Peters Vater war ebenfalls Schauspieler und verkörperte Frauenrollen in traditionellen Tanzstücken.
In seiner Jugend tanzte Peter oft mit hautengen Hemden und Hosen in Clubs und erhielt deshalb den Spitznamen Peter Pan; sein Künstlername Peter rührt daher. Bis 1985 benutzte er ausschließlich diesen Namen für all seine künstlerischen Aktivitäten. Seitdem trennt er zwischen Fernsehcomedy und leichter Unterhaltung, wofür er weiterhin den Namen Peter verwendet, und Rollen in Spielfilmen und seine Musik, für die er seinen Klarnamen Shinnosuke Ikehata hergibt.
Sein Debüt als Filmschauspieler gab er 1969 mit dem Film Pfahl in meinem Fleisch unter der Regie von Toshio Matsumoto, der in der Tokioter Schwulenszene spielt. Er wurde für den Film im Alter von 16 Jahren von Matsumoto in einer Schwulenbar gecastet, in der er auch Teilzeit arbeitete. Peter spielte in dem Film einen Transvestiten namens Eddie. Der Film spielt dabei mit den Grenzen zwischen Fiktion und Realität und enthält auch ein Interview mit Peter als Schauspieler, in dem er zu den Ähnlichkeiten zwischen ihm und seinem exzentrischen Charakter befragt wird. Peter war zu der Zeit selbst eine bekannte Figur der Nachtclub- und Schwulenszene in Tokio.
Vor Pfahl in meinem Fleisch trug Peter zwar ab und an Makeup, wenn er in der Bar arbeitete, sah sich aber nicht als Drag Queen. Der Film half ihm, ein spezifisches Image rund um die Kunstfigur Peter zu kreieren, das er nach dem Film weiterführte und vermarktete. Er tritt häufig in Fernsehsendungen als Komiker auf und im Oktober 1969, nach Erscheinen des Films, startete er eine Gesangskarriere und brachte seine erste Schallplatte heraus.
In Akira Kurosawas Ran spielte er 1985 die Rolle des Kyoami. Dabei griff er auf Elemente der japanischen Theaterform Kyōgen zurück.
Peter war öffentlich als schwul bekannt, bevor er selbst sich 2007 öffentlich erstmals zu seiner Bisexualität äußerte.

## Filmografie
- 1969: Pfahl in meinem Fleisch (Bara no Sōretsu)
- 1970: Zatōichi Abare-Himatsuri
- 1977: Gokumon-tō
- 1978: Hi no Tori
- 1981: Die Früchte der Leidenschaft (Les Fruits de la passion)
- 1985: Ran
- 1990: Devil Woman Doctor (Guinea Pig 4: Peter no Akuma no Jōi-san)
- 2003: Drakengard (Videospiel; Synchronrolle)
- 2005: Drakengard 2 (Videospiel; Synchronrolle)
- 2006: Death Note 2: The Last Name
- 2010: Nier (Videospiel; Synchronrolle)
- 2010: Raiō
- 2011: Yakuza: Dead Souls (Videospiel; Synchronrolle)
- 2012: Garo: Makai Senki
- 2013: Drakengard 3 (Videospiel; Synchronrolle)
- 2014: Sanbun no ichi
- 2015: Utsukushiki wana: Zanka ryōran
- 2015: Shitamachi Rocket